# شاخن (مقاطعة بيرجند)
شاخن (بالفارسية: شاخن) هي مستوطنة تقع في إيران في قسم شاخن الريفي. يقدر عدد سكانها بـ 1,468 نسمة .